# Извор (вестник)
Вижте пояснителната страница за други значения на Извор.
Извор е регионален вестник на българите в Крим.
Основан е през 1997 година от Кримското републиканско дружество на българите „Паисий Хилендарски“ в град Симферопол. Главен редактор на вестника е Людмила Радева. Извън Украйна се разпространява и в Краснодарския край, Урал, Сибир и Башкирия.
Вестника играе важна роля в обединението на кримските българи, стимулира изучаването на българския език, оказва информационна и юридическа помощ на лицата от български етнически произход. Разпространен е безплатно. Печатните разходи за издаването на вестника се покриват със средства от държавна субсидия.